# 盧多爾夫人
盧多爾夫人（学名：Homo rudolfensis），又名魯道夫人，是人科下的化石物種，是於1972年在肯雅庫比福勒發現的。其標本為一個頭顱骨（編號KNM ER 1470），估計是屬於190萬年前的。
盧多爾夫人化石原先被認為是巧人，但卻錯誤估年老了300萬年。由於這個錯誤，這個頭顱骨比任何已知的南方古猿類（巧人祖先）更為古老。
盧多爾夫人的頭顱骨與巧人的比較有很明顯的分別，故被編為自己一種，是與巧人同時期的。但是卻不清楚盧多爾夫人或巧人是否後來人屬物種的祖先。
盧多爾夫人被分類在人屬中有著很多爭論。雖然沒有任何顱後遺骸被發現，但一般相信盧多爾夫人像巧人般缺乏後期人科的獨有特徵，如修長的臀部、複雜的排汗系統、狹窄的生殖道、腳長於手臂、眼睛上的眼白、幼小的毛髮露出皮膚等。很多科學家相信盧多爾夫人較為像猿，但腦部較大及是雙足行走的。
就盧多爾夫人頭顱骨的重組發現他非常像猿，而顱腔卻細小了很多，只有約526立方厘米。這個研究加入了發現頭顱骨時未知的生物學原理，如眼睛、耳朵及口的確實位置是互相影響的原理。
2012年，在在肯尼亚北部同一地区又发现了两块年代在195万年前至178万年前的下颌化石和一块脸骨化石，其特征与头骨化石非常相似。从而确认了鲁道夫人确实存在，也显示出古人类的进化比原有认识更加复杂。

## 外部連結
- Archaeology Info （页面存档备份，存于）
- Science Daily article （页面存档备份，存于）
- Talk Origins - Skull KNM-ER 1470 （页面存档备份，存于）
- Smithsonian （页面存档备份，存于）